# Mark McMorris
Mark McMorris (ur. 9 grudnia 1993 w Reginie) – kanadyjski snowboardzista, mistrz świata i trzykrotny brązowy medalista olimpijski.

## Kariera
Po raz pierwszy na arenie międzynarodowej pojawił się 6 stycznia 2007 roku w Big White, gdzie w zawodach FIS Race zajął 24. miejsce w halfpipie. Nigdy nie startował na mistrzostwach świata juniorów. W Pucharze Świata zadebiutował 23 stycznia 2010 roku w Québecu, gdzie zajął ósme miejsce w big air. Tym samym już w swoim debiucie wywalczył pierwsze pucharowe punkty. Na podium zawodów pucharowych po raz pierwszy stanął 30 stycznia 2010 roku w Calgary, wygrywając rywalizację w slopestyle’u. W zawodach tych wyprzedził Belga Seppe Smitsa i Nicka Browna z Nowej Zelandii. Najlepsze wyniki osiągnął w sezonie 2016/2017, kiedy to zwyciężył w klasyfikacji generalnej AFU i w klasyfikacji big air, a w klasyfikacji slopestyle’u był trzeci.
Największy sukces w karierze osiągnął w 2013 roku, kiedy zdobył srebrny medal w slopestyle’u na mistrzostwach świata w Stoneham. W zawodach tych rozdzielił na podium dwóch reprezentantów Finlandii: Roope Tonteriego i Janne Korpiego. Na tych samych mistrzostwach był też szósty w big air. Podczas rozgrywanych rok później igrzysk olimpijskich w Soczi zajął trzecie miejsce w tej samej konkurencji. W zawodach tych wyprzedzili go jedynie Sage Kotsenburg z USA i Ståle Sandbech z Norwegii. W 2019 roku, na mistrzostwach świata w Park City zdobył kolejny srebrny medal w slopestyle’u, tym razem ulegając Amerykaninowi Chrisowi Corningowi. Dwa lata później, podczas mistrzostw świata w Aspen zdobył złoto w big air.
Jest siedmiokrotnym złotym, sześciokrotnym srebrnym oraz trzykrotnym brązowym medalistą zawodów X-Games rozgrywanych w amerykańskim Aspen. Wszystkie medale zdobył w konkurencjach slopestyle oraz big air.

## Osiągnięcia

### Igrzyska olimpijskie
| Miejsce | Dzień     | Rok  | Miejscowość | Konkurencja | Zwycięzca         |
| ------- | --------- | ---- | ----------- | ----------- | ----------------- |
| 3.      | 8 lutego  | 2014 | Soczi       | Slopestyle  | Sage Kotsenburg   |
| 3.      | 11 lutego | 2018 | Pjongczang  | Slopestyle  | Redmond Gerard    |
| 10.     | 24 lutego | 2018 | Pjongczang  | Big air     | Sebastien Toutant |
| 3.      | 7 lutego  | 2022 | Pekin       | Slopestyle  | Maxence Parrot    |

### Mistrzostwa świata
| Miejsce | Dzień       | Rok  | Miejscowość | Konkurencja | Zwycięzca        |
| ------- | ----------- | ---- | ----------- | ----------- | ---------------- |
| 2.      | 18 stycznia | 2013 | Stoneham    | Slopestyle  | Roope Tonteri    |
| 6.      | 20 stycznia | 2013 | Stoneham    | Big air     | Roope Tonteri    |
| 2.      | 9 lutego    | 2019 | Park City   | Slopestyle  | Chris Corning    |
| 42.     | 12 marca    | 2021 | Aspen       | Slopestyle  | Marcus Kleveland |
| 1.      | 16 marca    | 2021 | Aspen       | Big air     | –                |

### Puchar Świata

#### Miejsca w klasyfikacji generalnej
- sezon 2009/2010: 155.
  - AFU[2]
- sezon 2010/2011: 55.
- sezon 2012/2013: 94.
- sezon 2016/2017: 1.
- sezon 2017/2018: 32.
- sezon 2018/2019: –
- sezon 2019/2020: 40.
- sezon 2020/2021: 18.

#### Miejsca na podium zawodów PŚ chronologicznie
1. Calgary – 30 stycznia 2010 (slopestyle) – 1. miejsce
2. Mediolan – 12 listopada 2016 (Big air) – 3. miejsce
3. Alpensia Resort – 26 listopada 2016 (Big air) – 1. miejsce
4. Laax – 20 stycznia 2017 (slopestyle) – 2. miejsce
5. Québec – 11 lutego 2017 (Big air) – 1. miejsce
6. Québec – 12 lutego 2017 (slopestyle) – 2. miejsce
7. Pekin – 25 listopada 2017 (Big air) – 1. miejsce
8. Modena – 2 listopada 2019 (Big air) – 2. miejsce
9. Aspen – 20 marca 2021 (slopestyle) – 3. miejsce